# The Transformers: The Movie

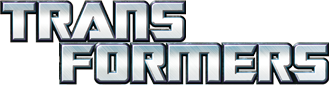
Logo

The Transformers: The Movie är en animerad film från 1986 baserad på TV-serien Transformers. Filmen utspelar sig 2005 och fungerar som en brygga mellan säsong två och säsong tre av TV-serien och flera av huvudfigurerna från TV-serien, som ledarna för Autobots (Optimus Prime) och Decepticons (Megatron) dör efter att ha mötts i en dödlig duell och där Starscream konfronterar Megatron och kastar ut honom när han är svårt sårad i rymden. Nya figurer som tillkommer är Hot Rod/Rodimus Prime, Cyclonus, Galvatron och Arcee. Filmen hade biopremiär i USA den 8 augusti 1986.

## Handling
Unicron hotar att förstöra hela galaxen och det enda som kan stoppa honom är matrixen.